# クボタハルカ
クボタ ハルカは日本の女性声優。主にアダルトゲームに声をあてている。
所属事務所・スタジオは一切なく、フリーで活動している。

## 出演作品
太字は主役・メインキャラクター

### ゲーム

#### 2003年
- 潮風の街（入江優希）[1]

#### 2007年
- お嬢様の為に鐘は鳴る（黒服C）[2]

#### 2008年
- オトメスマイル（東條紫苑）[3]
- HimeのちHoney（結城芹）[4]

#### 2009年
- 夢みる恋の結びかた（真木佳奈美）[5]

#### 2010年
- サキュバスアリス（坂下ありす）[6]
- 晒しageネットワーク 〜性癖公開痴帯〜（風間昭子）[7]
- リザイン RESIGN（サラ・サリンジャー）[8]

#### 2011年
- 巨娘国渡航記2（メアリ・リード）[9]
- スイートロビンガール-Sweet Robin Girl-（フィオナ・ウォッシュバーン）[10]